# Adžlún
Adžlún (arabsky عجلون‎, v anglickém přepisu Ajloun, ve francouzském Ajlun) je město v severozápadním Jordánsku v Adžlúnském guvernorátu. Nachází se cca 76 kilometrů od hlavního města Ammánu a přibližně 15 km od města Džaraš. Rozkládá se na svazích Gileadských hor, známých z Bible.

## Historie

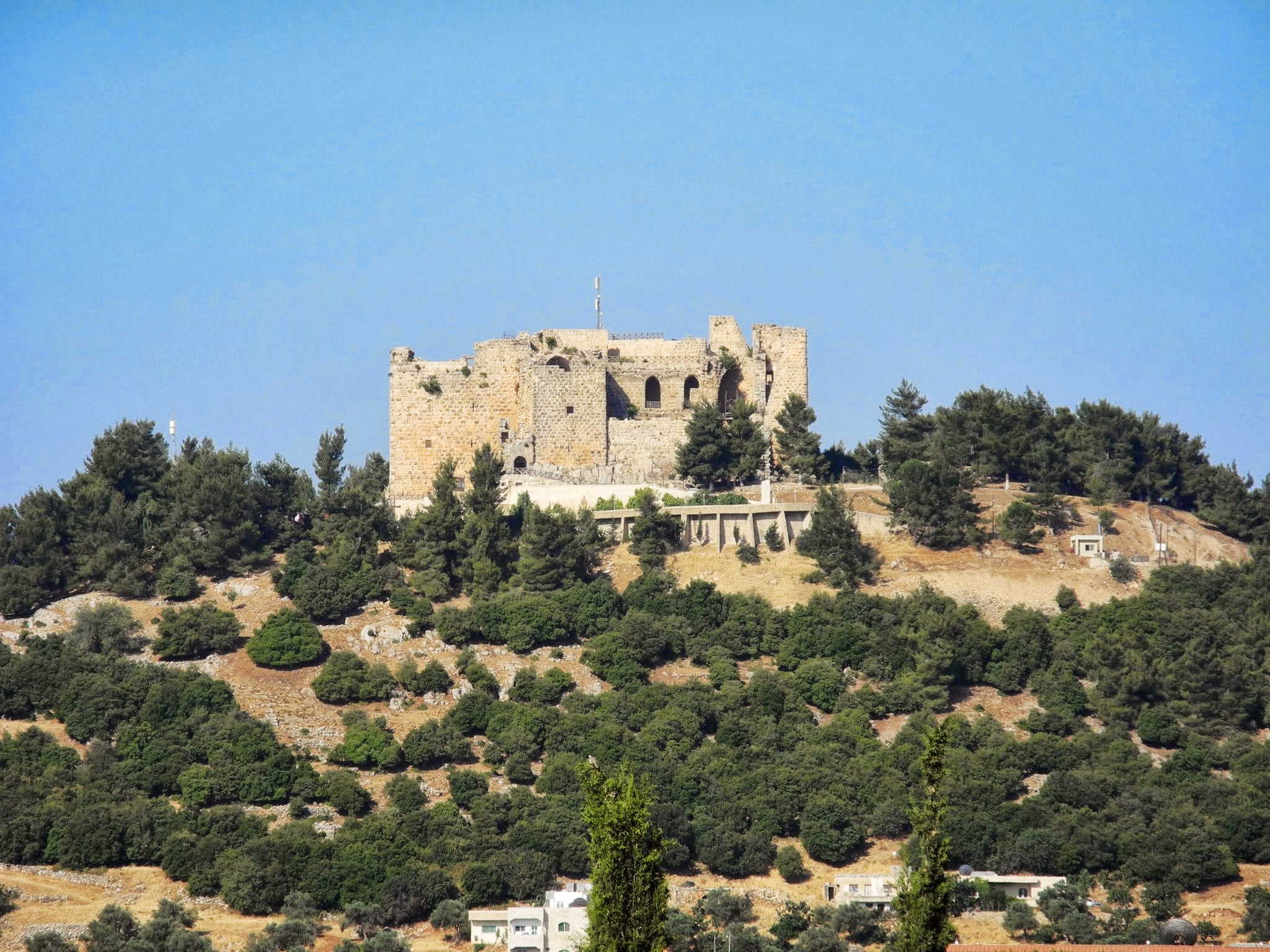
Adžlúnský hrad (z centra města)

Nad městem se tyčí velmi zachovalé pozůstatky Adžlúnského hradu (Qalaʿat ar-Rabad (arabsky قلعة الربض‎), který vznikl na místě kláštera. Dnešní jméno hradu a města se odvozuje od zdejšího mnicha. Hrad byl postaven v 12. století za sultána Saladina nejprve k hlídání cesty z Damašku do Egypta a také kvůli kontrole místních stezek a především místních beduínských kmenů Jabal 'Auf, kteří se často stávali spojenci křižáků. Další jeho důležitou funkcí byla obrana proti útokům z hradu Belvoir na opačném břehu údolí Jordánu, které byly postaveny při expanzi Jeruzalémského království. K částečnému poškození hradu došlo při útoku Mongolů v roce 1260. Dominanta města byla poničena zemětřesením v letech 1837 a 1927, ale v 21. století byla do značné míry opravena.
Adžlún byl v roce 1596 uveden v záznamu o sčítání lidu Osmanské říše. Tehdy měl 313 muslimských domácností a 20 křesťanských domácností. Platili daně zejména ze zemědělství – za vlastnictví sadů, vinic, olivových stromů, z ovoce, zeleniny, za kozy, jako byla ovoce – i za pořádání trhů a využívání vodního mlýna. Celkem to bylo 14500 akce.
V roce 1838 byli obyvatelé Adžlúnu především sunnité a ortodoxní křesťané. V roce 1961 žilo ve městě 5390 obyvatel, 2023 je jich přihlásilo ke křesťanství. Roku 2015 měl Adžlún 9990 obyvatel, v celém guvernorátu žilo více než 176 000 obyvatel.

## Náboženská koexistence

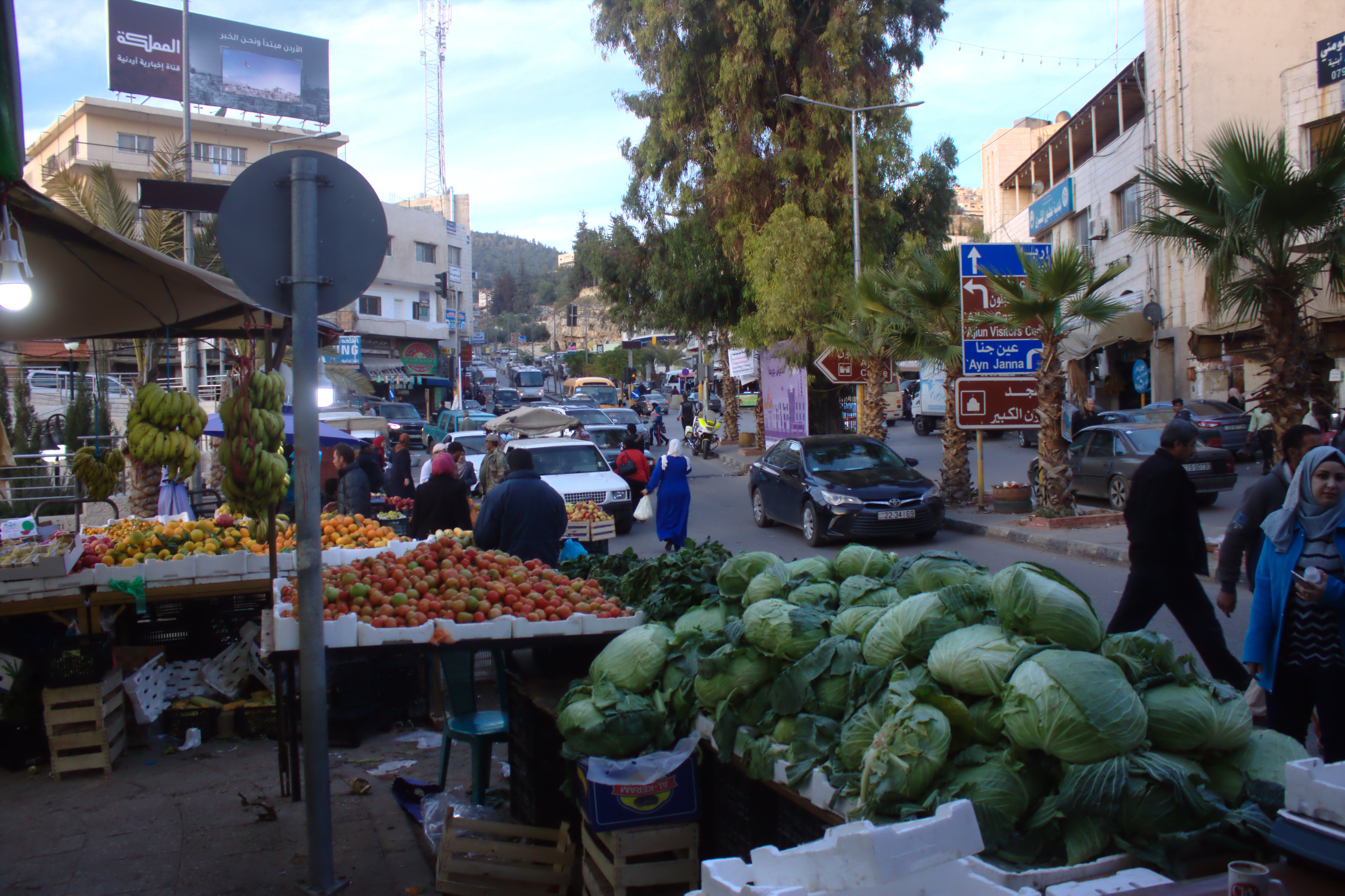
Adžlún, trh

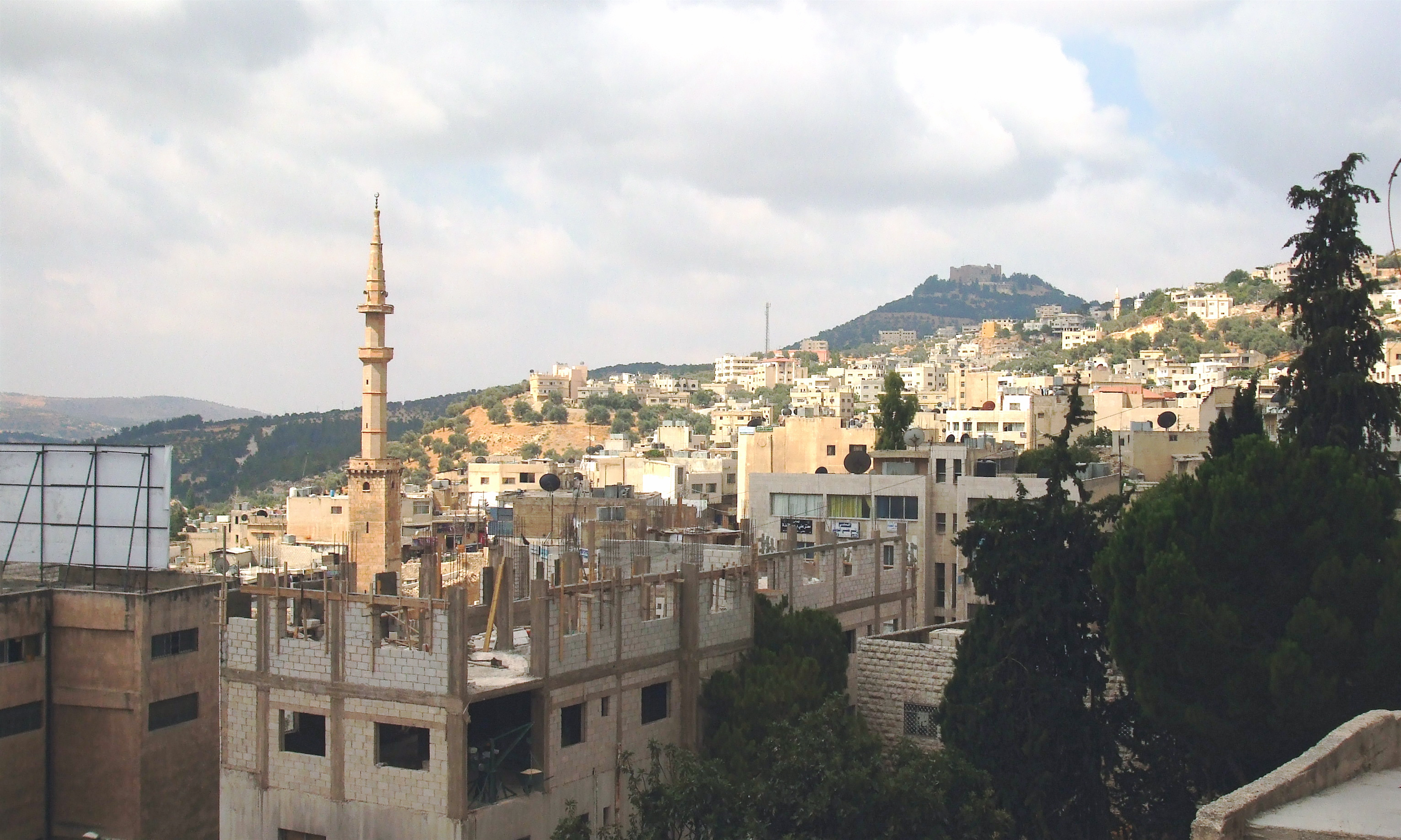
Adžlún

Adžlúnský guvernorát má přibližně 420 km2 a celkem 27 vesnic. V oblasti je větší poměr křesťanů než je jordánský průměr, v některých z nich převažují křesťané, což je případ Adžlúnu. Mezi hlavní muslimské rody patří Al-Qudah , Al-Share, Al-Zghoul, Al-Momani, Al-Smadi, Al-Shwayyat, Al-Freihat, Al-Khatatbah, Alnawateer, Al-Karraz, zatímco mezi původní křesťanské obyvatelstvo patří tyto rody Muqattash, Haddad, Iwais, Eisouh and Rabadi. Dle výzkumů tu žijí společně křesťané a muslimové pokojně, vzájemně se navštěvují a sdílejí jídlo při příležitostech radostných i smutečních rodinných událostí, jako jsou svatby, oslava maturity nebo promoce, pohřby, případně při náboženských slavnostech. Funguje mezi nimi i sousedská výpomoc, křesťanští kněží pomáhají domlouvat i muslimské sňatky, muslimské matky nosily malé děti pokřtít do kostela, aby dostaly alespoň nějaké boží požehnání. Při volbách v tomto kraji volí nezávisle na víře kandidáta, křesťanský kandidát do parlamentu má zajištěno jedno místo ze čtyř a bývá zvolen i ve většinově muslimských městech guberniátu. Města mívají jak muslimské, tak křesťanské starosty, v Adžlúnu se po 16 letech se křesťanský starosta vzdal svého místa ve prospěch muslimského kandidáta. V roce 2013 zase bojkotovali starostu jak křesťané, tak muslimové. 

## Významné stavby

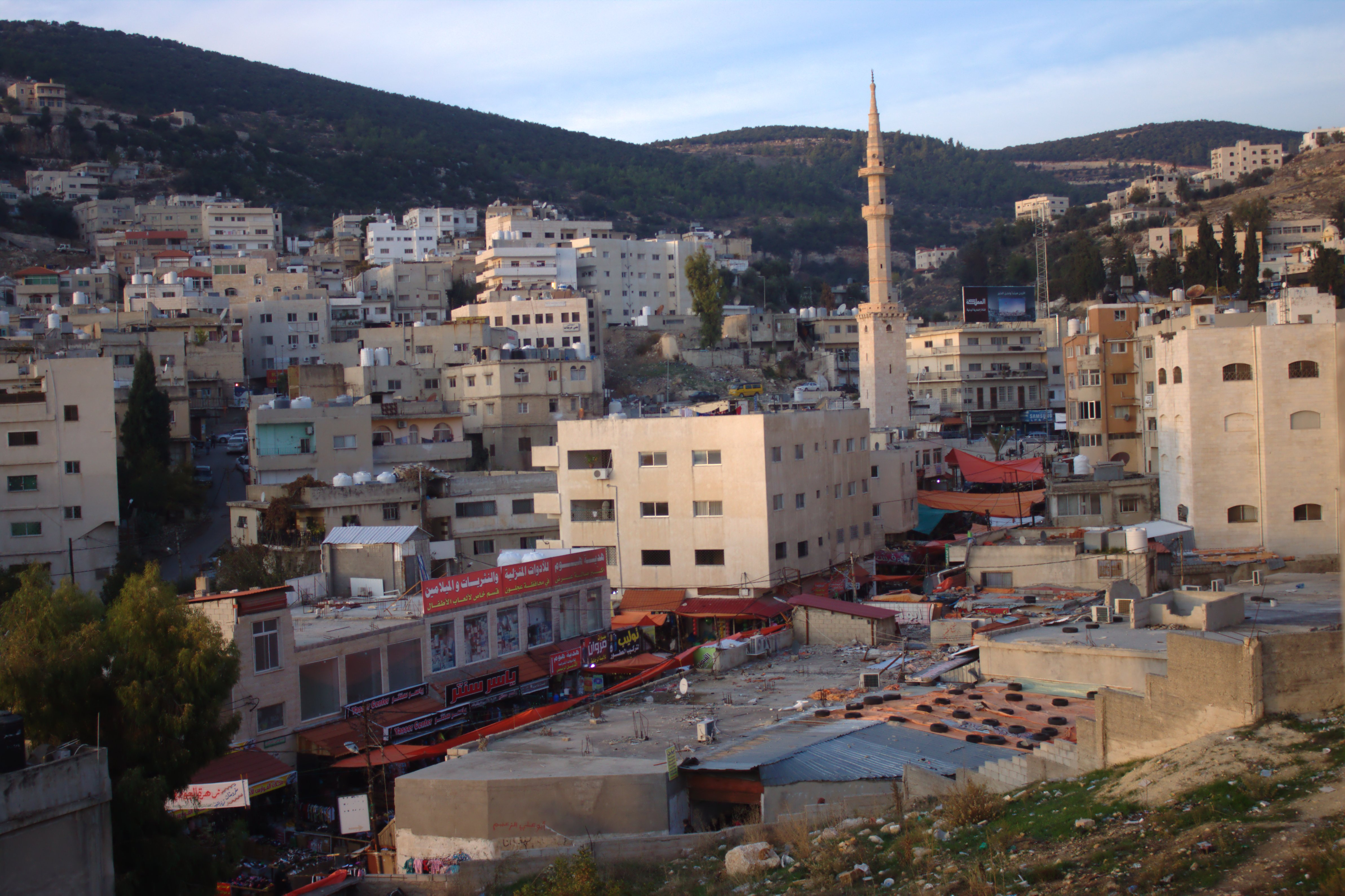
Ažlun, střed města

- Adžlúnský hrad
- Velká mešita v Adžlúnu
- Kostel Svatého ducha

## Vysoké školy
Adžlunská národní univerzita (ANU) byla založena v roce 2008.

## Turistika

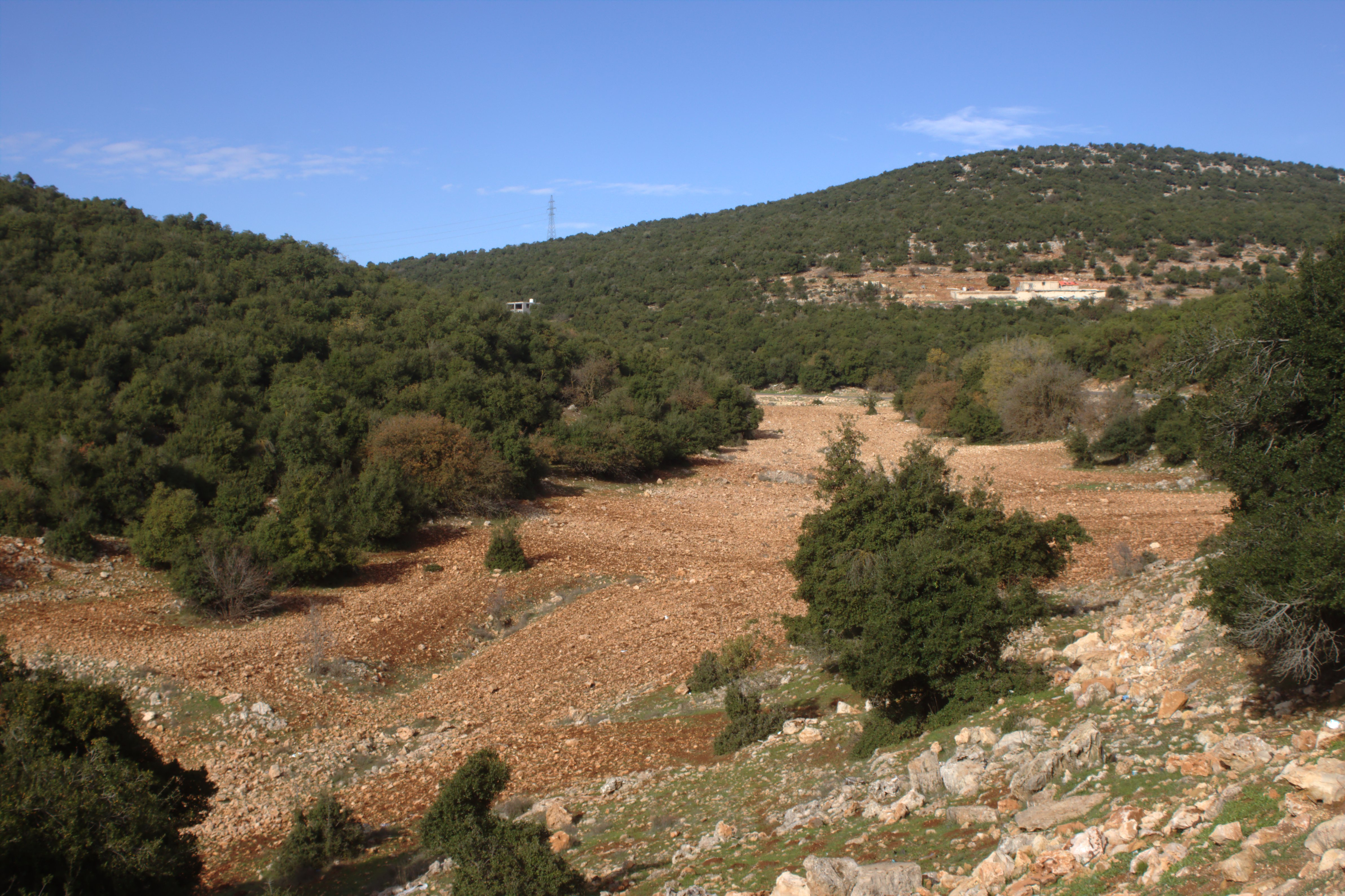
Ažlun, krajina

- Možnost treků v okolní hornaté a částečně krajině po značených stezkách. Jednou z nich je tzv. Al Ayoun Trail vytvořená obyvateli obcí Rasun, Orjan a Baoun, kvůli zvýšení počtu turistických stezek v oblasti. Je dlouhá přibližně 18 km a propojuje tyto vesnice.
- Trek Adžlún – Pella je dlouhý 25 km a vede hornatou, částečně zalesněnou krajinou.
- Adžlúnská lesní rezervace – provozovaná jordánskou The Royal Society for The Conservation of Nature

## Okresy
V guvernorátu Adžlún je 7 okresů.
|   | Okresy          |
| - | --------------- |
| 1 | Adžlún          |
| 2 | Ain Janna       |
| 3 | Andžara         |
| 4 | ِSakhra          |
| 5 | Rawabi          |
| 6 | Khet Al-Laban   |
| 7 | Orjan Kufranjeh |